# Wolfgang Brix
Wolfgang Brix (* 25. Juni 1930 in Insterburg; † 27. Januar 2006 in Neustadt an der Weinstraße) war ein deutscher Politiker (CDU). Er wurde über die Region hinaus bekannt als langjähriger Oberbürgermeister der pfälzischen Stadt Neustadt, in der er auch seinen Lebensabend verbrachte.

## Ausbildung
Wolfgang Brix legte 1950 in Warendorf das Abitur ab und studierte Jura und Wirtschaftswissenschaften in Münster und Heidelberg. Nach der Promotion 1955 studierte er kurze Zeit an der amerikanischen Eliteuniversität Harvard. 1959 bis 1960 arbeitete er in einem Elektromotorenunternehmen und einer Bank in den USA, 1960 bis 1961 war er wissenschaftlicher Mitarbeiter beim Wirtschaftssenat des Bundesverwaltungsgerichts in Berlin. 1971 bis 1972 folgte ein Studium in Cambridge (England).

## Beruf

### Erste Stationen
Zunächst war Brix Geschäftsführer des Deutschen Weinbrennerverbands und des Verbands Deutscher Sektkellereien in Wiesbaden sowie Regierungsrat beim Landratsamt Ahrweiler und ab 1964 beim Landratsamt Bernkastel.

### Oberbürgermeister
Auf Betreiben des damaligen CDU-Fraktionsvorsitzenden im rheinland-pfälzischen Landtag, Helmut Kohl, bewarb sich Brix 1964 mit 34 Jahren um den Posten des Oberbürgermeisters von Neustadt. Der Stadtrat wählte ihn mit einer Stimme Mehrheit, und Brix blieb, später mit komfortableren Mehrheiten, mehr als 16 Jahre im Amt. In seine Zeit fallen zahlreiche Bauprojekte, wie die Sanierung der Altstadt und die Einrichtung der Fußgängerzone, außerdem die Eingemeindungen von neun umliegenden Dörfern (1969 bzw. 1974) nach Neustadt.
Der Klemmhof als Teil des unter Brix sanierten Stadtkerns machte zweimal überregional Schlagzeilen: zunächst Mitte der 1970er Jahre wegen der unkonventionellen Art der Sanierung und dann 2009, drei Jahre nach Brix’ Tod, wegen der Evakuierung sämtlicher Bewohner für mehrere Wochen, nachdem Baumängel zu Einsturzgefahr geführt hatten.

### Parlamentarische Arbeit
Von 1967 bis 1975 war Brix Abgeordneter in den rheinland-pfälzischen Landtag gewählt. Dort war er in der 6. Wahlperiode Mitglied im Haushalts- und Finanzausschuss und in der 7. Wahlperiode im Innenausschuss. Von 1974 bis 1979 stand er dem parlamentarischen Organ Bezirkstag des Bezirksverbands Pfalz vor. Diese kommunale Gebietskörperschaft ist zwischen Landesregierung und Landkreisen/Kreisfreien Städten angesiedelt und hat ihre Wurzeln in der Zeit um die Wende vom 18. zum 19. Jahrhundert. Für seine Verdienste um die Pfalz wurde Brix später mit der Bronzeskulptur des Pfälzer Löwen geehrt, der höchsten Auszeichnung, die der Bezirksverband Pfalz vergibt und die der Bildhauer Gernot Rumpf gestaltet hat.

### Sonstige Tätigkeiten
Ende 1981 wurde Brix von Ministerpräsident Bernhard Vogel als Staatssekretär ins Mainzer Wirtschaftsministerium berufen. Drei Jahre später kehrte Brix als Präsident des Rechnungshof Rheinland-Pfalz nach Speyer in die Pfalz zurück, wo er bis zu seiner Pensionierung blieb.
Mehrere Jahre war Brix Vorsitzender des Aufsichtsrats der Nürburgring GmbH, die für die Formel-Eins-Rennen auf der Eifel-Rennstrecke verantwortlich ist.
Ganz besonders am Herzen lag Brix die Partnerschaft mit der englischen Stadt Lincoln, die während seiner Amtszeit im Jahr 1969 begründet wurde. Während seines Ruhestands verbrachte Brix einen großen Teil seiner Zeit in einem Landhaus, das er im ostenglischen Norwich erworben hatte.
Daneben war er Präsident der Rheinpfalz-Weinpfalz Förderungsgemeinschaft e. V., Landesvorsitzender des Paritätischen Wohlfahrtsverbands Rheinland-Pfalz e. V. und Verwaltungsratsvorsitzender der Südwestdeutschen Hilfsgemeinschaft GmbH Hannover.

## Ehrungen
- 1972: Verdienstkreuz am Bande der Bundesrepublik Deutschland
- 1978: Verdienstkreuz 1. Klasse der Bundesrepublik Deutschland[3]
- 1995: Pfälzer Löwe des Bezirksverbands Pfalz